# 大阪の花街
大阪の花街（おおさかのはなまち）では大阪における花街の歴史について解説する。

## 概要
大阪には、江戸時代から新町、堀江、北新地、南地（現在のミナミ）の4つの大きな花街があり、昭和初期まで隆盛を極めていたが、戦後は大阪経済の低迷や後継者難などで凋落が続き、現在「花街」として辛うじて機能しているのは北新地と南地のみである。

## 大阪の花街の歴史
大阪における花街の歴史は京都の嶋原に模して作られた新町から始まる。商業の町として発展してきた大阪（当時は「大坂」と呼ばれた）には随時して非公認の花街が神社仏閣、芝居小屋の付近で誕生した。現在、北新地、南地の繁華街は江戸時代からの生き残りである。非公認の遊女のいた妓楼は「泊茶屋（とまりちゃや）」と呼ばれた。天保の改革などで複数の花街が整備され、明治に入って数箇所の花街を統廃合して松島遊廓が誕生し、大正に難波新地の火災により飛田遊廓が開設され、今里、住吉などの芸妓のみの花街が誕生していった。

### 遊廓年表
大阪の主な遊廓の成立と消滅の推移は以下のとおり。
- 1626年 難波遊廓（1912年消滅。前年に大火）
- 1629年 新町遊廓（1890年消滅）
- 1684年 新堀遊廓（1895年消滅）
- 1688年 堂島遊廓（1731年に大部分が曽根崎遊廓に移り、1773年に消滅）
- 1699年 堀江遊廓（1957年消滅）
- 1708年 曽根崎遊廓（1910年消滅。前年に大火）
- 1734年 高津遊廓（1872年に消滅）
- 1783年 蟹島遊廓（1911年消滅）
- 1842年 遊所整理―曽根崎・新堀・難波遊廓に飯盛女附旅籠屋を許可
- 1868年 松島遊廓（1958年消滅）
- 1918年 飛田遊廓（1958年消滅）
- 1957年 売春防止法施行

## かつての「大阪四花街」

### 新町
新町遊廓は大阪最古の花街で、江戸時代には大阪唯一の幕府公認の花街であった。地名の由来は、大阪中の花街を集めて一つの新しい町にしたことから。江戸の吉原、京都の嶋原と並ぶ三大遊廓の一つだったが、娼妓より芸妓の数が上回っていた。嶋原から移った夕霧太夫が主人公の歌舞伎『廓文章』はこの花街が舞台である。
『廓文章』の舞台のひとつである揚屋（現在でいう、料理屋、料亭）の「吉田屋」は大阪大空襲による焼失まで嶋原の「角屋」と共に現存していた。『浪花踊』が上演された新町演舞場はのちに大阪屋本社ビルとなったが、同社の移転により解体された。「砂場そば」の発祥の地でもある。

### 堀江
大阪市西区堀江に花街が存在した。1698年、河村瑞賢が堀江川を掘削した際、現在の北堀江の北半分が花街となった。新町の南側に位置するが、新町に比べ娼妓主体の花街であった。相撲場や人形浄瑠璃の芝居小屋も近くにあり、新町より「庶民性」を強調していた。義太夫芸妓で有名だった。上演演目は『木の花踊』。堀江は明治中期に発生した「堀江六人斬り」事件が有名で、当時、置屋「山梅楼」に在籍していた芸妓の妻吉は楼主である加害者に両腕を切られる被害を受け難を逃れた。彼女は後に出家して大石順教（おおいし・じゅんきょう）と名を改め、福祉活動に貢献した。

### 南地
通称「ミナミ」として知られている。江戸時代から道頓堀の劇場街とともに発展した。南地には細かく分けて、五つの花街（宗右衛門町・九郎右衛門町・櫓町・阪町・難波新地）があり、それらを総称して「南地五花街」と呼んだ。明治以降は新町や堀江に代わって大阪最大の花街となり、最盛期には芸妓と娼妓を合わせて3000人以上在籍していた。いまはなき「南地大和屋」（2003年、閉店）で有名。上演演目は『芦辺踊』で、現在のOSK日本歌劇団が大阪松竹座で演じる「春のおどり」がその流れを汲んでいる。現在、住居表示に関する法律により古くからの町名が消滅し、残っているのは宗右衛門町のみである。また、日本舞踏家の武原はん、東京新橋の芸妓で出家し尼僧となった照葉こと、高岡智照は南地の芸妓として活躍していた。

### 北新地
別名「北陽新地」で曽根崎新地と堂島新地の総称。明治以降は新町・堀江を抜いて、南地に次ぐ地位を占めていた。かつては曽根崎川（蜆川）が流れ、近松門左衛門の『曽根崎心中』の舞台となった。明治後期の北の大火で娼妓は廃止、狭義としての花街となった。上演演目は『浪花踊』。現在、バーやスナックがひしめく高級繁華街として有名になり、従来のお茶屋は一軒となった。

## その他の花街（遊廓）

### 大阪市
- 松島遊廓
- 飛田遊廓
- 住吉新地
- 南陽新地（現在の新世界・ジャンジャン横丁）
- 港新地
- 今里新地
- 生玉新地

### 堺市
- 龍神新地
- 栄橋新地

## 大阪府内の花街（遊廓）
- 貝塚
- 枚方
- 信太山
- 河内長野

## 大阪花街の特徴
京都や東京の花街と比較すると、大阪の花街は「芸妓」本位の花街（遊廓）と「娼妓」本位の遊廓との共存割合が高く、しかも後発の花街（松島・飛田など）ほど娼妓本位の傾向にあった。江戸から明治、大正、昭和初期にかけて芸妓、娼妓が置屋（妓楼、関西では「屋形」と呼ぶ）からお茶屋、貸席（貸座敷）へ出向く「送り込み」と、直接商売する「居稼」（てらし）という制度が存在していた。しかし、近代における花街の制度の変化に伴い芸妓、娼妓が分離し芸妓のみの花街と娼妓のみの遊廓が生まれてくるようになった。